# 扎利茲尼揚斯凱
扎利茲尼揚斯凱（羅馬化：Zaliznianske）是烏克蘭東部頓涅茨克州巴赫穆特區索莱达尔市镇内的村落。
据2001年的人口普查数据，该村人口数量为2人，母语均为乌克兰语。而据2022年的数据，该村人口数量为0人。2023年3月15日，俄羅斯雇傭兵集團瓦格納首領葉夫根尼·普里戈任聲稱，他的部隊當日俄羅斯入侵烏克蘭期間為俄羅斯佔領了該村莊。而在2023年7月16日，據報導，烏克蘭武裝部隊在2023年反攻行動中解放了該村莊。